# てんびん座ウプシロン星
てんびん座υ星（てんびんざウプシロンせい、υ Librae、υ Lib）は、てんびん座の恒星である。見かけの等級は3.6と、肉眼でみえる明るさである。年周視差に基づいて太陽からの距離を計算すると、およそ210光年である。てんびん座υ星は二重星であり、おそらく連星ではないかと考えられる。

## 星系
てんびん座υ星は、20世紀の前半にロバート・イネスらによって二重星であることが発見された。南に3秒離れた位置にある11等星と対をなし、両者は連星ではないかと考えられる。離角が小さく等級差が大きいため、観測するには望遠鏡の性能が大きく問われる二重星である。

## 性質
てんびん座υ星はK型巨星で、スペクトル型はK3.5 IIIに分類され、MK分類では同型の標準星として挙げられている。近距離の巨星であるので、干渉計による視直径の測定が度々行われており、その大きさは4.47ミリ秒と求められる。実際の大きさでいうと、半径が太陽の33倍程度と見込まれる。質量は太陽のおよそ1.7倍、光度は太陽のおよそ300倍、表面の有効温度は約4150 K、年齢は30億年程度と見積もられている。

## 最も明るくみえる恒星
テキサス大学の天文学者ジョスリン・トムキン（Jocelyn Tomkin）がヒッパルコスの観測結果を基に計算したところによると、およそ203万年より先、てんびん座υ星は、たて座δ星、りゅう座γ星の後を受けて、地球からみた夜空の中で見かけの等級が最も明るい恒星になると予測されている。

## 名称
中国ではてんびん座υ星は、春秋時代の車を管理する官吏とされる天輻（拼音: Tiān Fú）という星官を、てんびん座τ星と共に形成する。てんびん座υ星自身は、天輻二（拼音: Tiān Fú èr）すなわち天輻の2番星といわれる。